# 心の風 (井上純一の曲)
「心の風」は、1979年4月1日に日本コロムビアから発売された井上純一の4枚目のシングルである。

## 概要
「心の風」は日本テレビ系ドラマ『ゆうひが丘の総理大臣』（日本テレビ）の挿入歌。
2022年3月時点、未CD化。

## 収録曲
両曲とも、作詞:森雪之丞/作曲・編曲:小六禮次郎
A面
1. 心の風 [3:26]

B面
1. 裏通り [3:16]